# Petrona Eyle
Petrona Eyle (18 tháng 1 năm 1866, Baradero, Argentina - 12 tháng 4 năm 1945, Buenos Aires ) là một bác sĩ và nhà hoạt động nữ quyền người Argentina đã vận động cho quyền lợi của những người phụ nữ Mỹ Latin.

## Tuổi thơ
Eyle là con gái của những người nhập cư Thụy Sĩ thế hệ đầu tiên định cư ở trung tâm tỉnh Buenos Aires trong khoảng thời gian từ 1856 đến 1860. Là người thụ hưởng chương trình phân chia đất đai cho người nhập cư, gia đình Eyle định cư xung quanh Baradero, tại đó Eyle được sinh ra.
Năm 1886, Eyle tốt nghiệp trường Colegio Nacional de Concepción del Uruguay và nhận được mức độ của ma sĩ bình thường. Ngày nay, một cánh của thư viện được đặt theo tên của Eyle. Năm 1887, Eyle đến Thụy Sĩ, nơi bà theo học trường y. Cô tốt nghiệp năm 1891 ở tuổi 25; Luận án của bà, được viết bằng tiếng Đức và tiếng Anh, có tựa đề "Sự bất thường của tai các tội phạm" ("Anomalías de las orejas de los delincuentes").

## Hoạt động xã hội
Năm 1893, cô trở về Argentina, nơi cô làm việc trong các bệnh viện công. Ở đó, cô bắt đầu sự nghiệp với tư cách là một nhà hoạt động nữ quyền, vận động ủng hộ cải thiện tình hình của phụ nữ. Đó là sự thống trị của nam giới trong xã hội Argentina mà hoạt động của cô không được đón nhận ngay cả với hầu hết phụ nữ.
Eye đã thành lập Hội đồng Phụ nữ Argentina (Consejo Argentino de Mujeres) vào năm 1901 và Hiệp hội Phụ nữ Sinh viên Đại học Argentina (Asociación Universitarias argentinas) vào năm 1910 với Cecilia Grierson. Tận dụng các lễ kỷ niệm trăm năm của Cách mạng Tháng Năm năm 1910, Eyre đã tổ chức Đại hội Nữ quyền Quốc tế lần thứ nhất (Primer Congreso Women'sista Internacional) tại Buenos Aires, và đó là một thành công vang dội.
Hiệp hội Phụ nữ Sinh viên Đại học Argentina đã đề xuất nhiều luật trong quốc hội, về các chủ đề như Bảo vệ quyền làm mẹ (1903), Sức khỏe và Phúc lợi (1906), Nghỉ hưu của giáo viên (1907) và Quyền công dân bình đẳng cho phụ nữ (1919).
Năm 1924, bà thành lập Liên minh chống nô lệ trắng (Liga contra la trata de blancas). Vào thời điểm đó, Liên minh các quốc gia đã bắt đầu thực hiện vấn đề buôn người với một hội nghị quốc tế về chủ đề "nô lệ trắng". (Tên của dự án Liên minh các quốc gia sau đó đã được thay đổi thành trung lập về chủng tộc.)
Eyle, với tư cách là chủ tịch của Liên đoàn, đã vận động cho quyền của trẻ em, đặc biệt là về lao động bóc lột và mang thai sớm do lạm dụng tình dục hoặc mại dâm.
Năm 1945, bà xuất bản tạp chí Our Cause (Nuestra causa) và trở thành giám đốc đầu tiên của nó. Thông qua ấn phẩm này, bà đã vận động cho quyền bầu cử của phụ nữ, tích cực tham gia vào chính trị và giữ chức vụ công. Hai năm sau, vào năm 1947, phụ nữ Argentina trên thực tế đã giành được quyền bỏ phiếu.
Một đường phố trong khu phố Puerto Madero của Buenos Aires được đặt theo tên của Eyle.